# Aldous Valensia Clarkson
Aldous Byron Valensia Clarkson (La Haya, Holanda, 13 de abril de 1971) es un cantante, compositor, productor y multi-instrumentista holandés. Su obra musical esta mayormente influenciada de Queen y Kate Bush.

## Biografía

### Infancia y adolescencia
Valensia Clarkson nació el 13 de abril de 1971 en La Haya. Creció en Waalwijk y pasó gran parte de su niñez en la casa que su familia tenía en la playa de Denia, lugar en el que tenía por costumbre tocar la guitarra. Esto desembocó en que le ofrecieran un contrato discográfico cuando tan sólo tenía ocho años. No obstante, sus padres declinaron la oferta debido a la juventud de su hijo y a que la empresa no le dejaría grabar sus propias composiciones.
Unos años más tarde, participó en varios grupos de su país natal en el puesto de teclista o guitarrista.

### Gaiay el éxito
El joven cantante conoció a Robby Valentine, otro artista holandés, en un aeropuerto, mientras ambos escuchaban Bohemian Rhapsody, de Queen. Tras esto, comenzó a enviar maquetas a varias discográficas, hasta que consiguió llamar la atención del productor John Sonneveld, consiguiendo así firmar un contrato, en 1991, con Mercury Records.
En el otoño de 1993, se publicó su primer sencillo, Gaia, que tuvo un éxito arrollador: tan sólo nueve horas después de su lanzamiento ya ocupaba todas las radios de Holanda y entró directamente en el puesto número dos de las listas de ventas del país. El vídeoclip que acompañó al tema fue el más caro jamás producido en Holanda. El mismo año Valensia recibe el Zilveren Harp (premio anual holandés a los músicos talentosos).
En enero de 1994, salió su álbum debut, Valensia (también conocido como "Gaia"), en el que quedó patente las influencias que tenían Queen y Kate Bush, entre otros artistas, en su música. Este álbum fue producido por el ya mencionado John Sonneveld y por Pim Koopman, baterista del grupo holandés Kayak; y en él colaboró Robby Valentine tocando el piano en algunos temas. Su éxito superó al del sencillo que lo precedió, con un millón de copias vendidas en todo el mundo. Valensia consiguió hacerse famoso en Holanda y, especialmente en Japón.
En este mismo año, Valensia grabó un EP que fue exclusivo del país nipón: The White Album. Incluía un villancico hecho en su peculiar estilo y una versión del tema de Duran Duran "A View to a Kill".

### Resto de la década de los 90's
El siguiente álbum "Valensia II" (más conocido como "K.O.S.M.O.S") fue otro éxito en Japón en el que posteriormente hubo una gira en tres ciudades de dicho país. En Holanda, el disco no tuvo repercusión debido a que la discográfica se negó a promocionarlo. 
Tres fueron los sencillos lanzados para este disco: "Kosmos", "Thunderbolt" (solo en Japón) y "Blue Rain" (solo en Holanda).
Para su próximo trabajo, "Valensia '98" (nombre completo: "Valensia '98 Musical Blue Paraphernalian Dreams Of Earth's Eventide Whiter Future & Darker Present Soundspheres From New Diamond Age Symphonian Artworks To Yesterday's Westernworld Rockcraft Under The Raging Nineties' Silver Promise Of The Happy Hundreds On The Break Of The New Millennium's Hazy Misty Dawn"), la discográfica ordenó a Valensia que hiciera canciones al estilo de Alannis Morisette, porque temían que al público no le interesara la música del holandés. "Gantenbrink", la única canción "Valensiana", fue añadida a petición de la discográfica japonesa. Irónicamente, o tristemente, el disco nunca fue lanzado en Holanda.
El disco también es conocido como "Valensia III" o "Millenium".
A pesar de la falta de reconocimiento y promoción, Valensia todavía tenía muchos seguidores en Holanda, fue así que tras una reunión, sus fanes en el teatro Carré, en Ámsterdam, recibieron una copia promocional del disco y comenzaron a reunirse a través de internet. A partir de junio de 1999 comenzó a funcionar su web oficial (www.valensia.com)
En el verano de aquel año "V" salió a la luz, éste es un disco de Valensia junto con Robby Valentine, el disco tiene una atmósfera alegre en sus canciones, bastante diferente a los estilos que ambos músicos venían mostrando en sus álbumes solistas. Las influencias de este nuevo material van desde Queen a The Beatles. El éxito que se logró en Japón los llevó a hacer algunos shows en el país nipón.

## Estilo musical
Valensia es conocido por la complejidad de su música, llena de armonías vocales y de guitarras -al estilo de Brian May-, modulaciones y arreglos. 

### Influencias
El artista holandés se declara gran admirador de Freddie Mercury, John Lennon, Kate Bush, Nick Rhodes, John Taylor, Andy Taylor y Steve Vai.

## Discografía

### Álbumes

#### En solitario
- Valensia (1993)
- The White Album (1994)
- K.O.S.M.O.S' (1996)
- Valensia, The Very Best Of' (1997)
- Valensia '98 (1998)
- Gaia II (2000)
- Luna Luna (2001)
- The Blue Album (2002)
- Queen Tribute (2003)
- Non Plugged (2004)
- Gaia III - AGLAEA - Legacy (2014)

#### V (Valensia/Valentine)
- V (1999)
- Valentine vs Valensia (2002)
- Nymphopsychoschoziphonic (aún no ha salido a la venta)

#### Metal Majesty
- Metal Majesty (2003)
- This Is Not A Drill (2004)
- 2005 (2005)

### Sencillos
- Gaia (1993)
- Nathalie (1994)
- Tere (1994)
- The Sun (1994)
- Kosmos (1996)
- Blue Rain (1996)
- Thunderbolt (1996)
- Phantom of the Opera (2000)
- Man from Manhattan (2004)